# Caiuby
Caiuby Francisco da Silva, noto semplicemente come Caiuby (San Paolo, 14 luglio 1988), è un calciatore brasiliano, attaccante dell'EC São Bernardo.

## Palmarès

### Club

#### Competizioni nazionali
- Campeonato Brasileiro Série B: 1

Corinthians: 2008
- Campionato tedesco: 1

Wolfsburg: 2008-2009